# Малашевич Іван Олексійович
Іва́н Олексі́йович Малаше́вич (1661 — 20 червня 1737) — військовий і політичний діяч Запорозької Січі 1-ї половини XVIII століття; кошовий отаман Війська Запорозького (1714, 1716—1718, 1731—1733, 1734, 1734—1736, 1737).

## Життєпис
Походив із козацького роду, що жив у Золотоноші, на Полтавщині (нині Черкаська область України).
Іван Малашевич — організатор повернення Війська Запорозького з-під османського протекторату до Російської імперії. Активно виступав за повернення запорозьких козаків із території Кримського ханства на Запорожжя. Листувався з цього приводу з гетьманом Данилом Апостолом і київським генерал-губернатором графом Йоганом фон Вейсбахом.
31 серпня 1733 року імператриця Анна Іванівна видала указ, яким пробачались запорожцям усі їхні провини і вони приймались «під царську руку». Російський уряд дозволив козакам, що таборилися на річці Кам'янці, заснувати Січ в урочищі Базавлук. Разом із 153 козаками-запорожцями Іван Малашевич у 1734 році першим склав присягу в місті Біла Церква на вірність російській імператриці Анні Іванівні.
У цьому ж (1734) році козаки заснували Підпільненську Січ, більше відому в історії як Нова Січ і яка проіснувала до 1775 року.
Малашевич був активним учасником російсько-османської війни 1735—1739. 1741 року обирався депутатом від запорозьких козаків для привітання імператриці Єлизавети Петрівни під час її коронації.
Іван Малашевич — також автор «Записки» (1734), в якій ідеться про заснування запорозькими козаками у 1711 році на землях Кримського ханства Олешківської Січі.
Помер 20 червня 1737 року під час Очаківського походу «прохворівши кілька днів гарячкою». 22 червня тіло було відправлене на Запорізьку Січ.